# Whitewater (Indiana)
Whitewater is een plaats (town) in de Amerikaanse staat Indiana, en valt bestuurlijk gezien onder Wayne County.

## Demografie
Bij de volkstelling in 2000 werd het aantal inwoners vastgesteld op 78.
In 2006 is het aantal inwoners door het United States Census Bureau geschat op 76, een daling van 2 (-2,6%).

## Geografie
Volgens het United States Census Bureau beslaat de plaats een oppervlakte van
0,2 km², geheel bestaande uit land. Whitewater ligt op ongeveer 344 m boven zeeniveau.

## Plaatsen in de nabije omgeving
De onderstaande figuur toont nabijgelegen plaatsen in een straal van 12 km rond Whitewater.